# Rada Raj
Rada Raj, właśc. Jelena Albiertowna Gribkowa, ros. Елена Альбертовна Грибкова (ur. 8 kwietnia  1979 w Magadanie) – rosyjska piosenkarka estradowa, jedna z czołowych wykonawczyń rosyjskiego szansonu.